# Garamanten

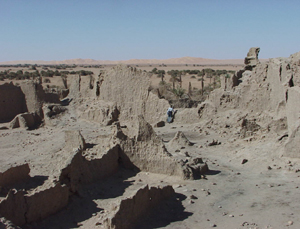
Kasbah van Germa

Garamanten is de Griekse naam van een Berbers volk in het zuidwesten van het huidige Libië. De naam betekent simpelweg mensen van Garama. Van 500 v.Chr. tot 600 n.Chr. hadden zij een eigen koninkrijk in het zuiden van Libië, met Garama als hoofdstad. Zij worden beschouwd als de voorouders van de Touareg.
De Garamanten woonden langs een drietal rivierdalen in de Fezzan, het zuidwestelijk deel van Libië. Hun hoofdstad Garama is geïdentificeerd bij het huidige Germa, waar ook de (veronderstelde) koninklijke graven zijn gevonden. Hoewel er vroeger van uit werd gegaan dat zij hoofdzakelijk nomaden waren, hebben recente opgravingen het tegendeel bewezen. De Garamanten bleken zich al vroeg te hebben gevestigd in steden en dorpen en maakten gebruik van een complex ondergronds irrigatiesysteem. Het gebied was ten tijde van hun opkomst nog niet zo ver aangetast door verwoestijning en kon door creatieve bewerkingen gebruikt worden voor teelt. Herodotus beschreef ze als 'een groots en rijk volk'.
Bekend is dat zij aan het begin van de 1e millennium v.Chr. het zuiden van het huidige Libië binnen kwamen. Met de versterkende verwoestijning, trok dit volk niet weg, maar bleef in het gebied wonen. Met behulp van ingewikkelde irrigatiesystemen konden zij water uit ondergrondse bronnen gebruiken voor het besproeien van hun land. Langzaam ontwikkelde zich een eigen cultuur. Zij hadden ogenschijnlijk een sterk en georganiseerd leger, waarmee zij hun buren gemakkelijk konden onderwerpen. Volgens Herodotus gebruikten zij strijdwagens die zij aan vier paarden vastbonden en waren zij het die dit gebruik hadden geleerd aan de oude Grieken. Zij controleerden de handel tussen Punisch (later Romeinse) Tripolitana, en de bewoners van het gebied rond het Tsjaadmeer. Ze waren mogelijk de stichters van de transsaharahandel, een netwerk van handelskaravanen door Noord-Afrika. Voor het bewerken van het land gebruikten zij slaven. Het koninkrijk kende zijn hoogtepunt in de 2e eeuw n.Chr., toen het volk een van de belangrijkste handelspartners was van Rome. Met het uiteenvallen van het Romeinse Rijk in de 5e eeuw en de uitputting van ondergrondse waterbronnen, zette een lange periode van stagnatie in.
Byzantijnse documenten schrijven hoe de koning van de Garamanten in 569 het christelijk geloof had aangenomen. Het laatste wat vernomen wordt van de beschaving is een islamitisch document uit 668, waarin beschreven wordt hoe de Garamantse koning in boeien werd afgevoerd.
Bekend is dat zij ten minste acht grotere steden hadden, met ieder maximaal 10.000 inwoners. Opgravingen hebben bijzondere vondsten opgeleverd. In Germa alleen al zijn duizenden, piramide-achtige graven gevonden en bijzonder zijn de vele muurtekeningen en -teksten. Veel archeologische plekken zijn nog onbezocht.